# 함양 학사루 느티나무
함양 학사루 느티나무(咸陽 學士樓 느티나무)는 대한민국 경상남도 함양군에 있는 느티나무이다. 1999년 4월 6일 대한민국의 천연기념물 제407호로 지정되었다.

## 개요
느티나무는 한반도를 비롯하여 일본, 대만, 중국 등의 따뜻한 지방에 분포하고 있다. 가지가 사방으로 퍼져 자라서 둥근 형태로 보이며, 꽃은 5월에 피고 열매는 원반모양으로 10월에 익는다. 줄기가 굵고 수명이 길어서 쉼터역할을 하는 정자나무로 이용되거나 마을을 보호하고 지켜주는 당산나무로 보호를 받아왔다.
함양 학사루(學士樓) 느티나무는 약 500년 정도 된 것으로 알려져 있으며, 높이 22.2m, 둘레 7.25m의 크기이다. 점필재 김종직 선생이 함양현감으로 있을 때 학사루 앞에 심었다고 한다.
함양 학사루 느티나무는 함양의 역사가 깃들어 있는 귀중한 자료로서 가치가 높아 천연기념물로 지정하여 보호하고 있다.

## 현지 안내문
이 느티나무는 조선 전기의 성리학자인 점필재 김종직이 함양현감으로 지낼 당시 학사루 앞에 심은 것으로 전해진다. 학사루는 통일신라시대에 함양태수를 지냈던 최치원이 이 누각에 자주 올라 시를 지었다 하여 붙여진 이름으로 숙종 18년(1692)에 중건하고 1979년에 함양군청 앞으로 옮겨졌다. 함양현감을 지내던 김종직은 어린 아들을 병으로 잃었는데 그 아들의 아호가 목아였다. 아들의 짧은 생을 달래려는 마음을 담아 심은 느티나무는 500년이 넘는 세월동안 이 자리를 지키며 높이 22m, 가슴높이 나무둘레 7.25m에 이르는 거목이 되었다.
학사루 느티나무는 함양군민과 이 곳을 거쳐간 모든 사람들로부터 사랑을 받아 왔고 함양과 그들을 지켜주는 수호신과 같은 나무이다.

## 같이 보기
- 김종직
- 학사루 - 경상남도 유형문화재 제90호

## 참고 자료
- 함양 학사루 느티나무 - 국가유산청 국가유산포털